# Karim Bellarabi
Karim Bellarabi (Berlin, 1990. április 8. –) német labdarúgó, a német első osztályban szereplő Bayer Leverkusen és a német válogatott középpályása.

## Klub karrierje

### Ifjúsági csapatok
Bellarabi 1990. április 8-án Berlinben született német anya és marokkói apa  gyermekeként. Születése után a család Brémába költözött, ahol Karim szerény körülmények között cseperedett fel. Gyerekkora óta focizik, első csapata a brémai FC Huchting volt. A fiatal tehetség nyolcéves korában a patinás Werder Bremenhez került. Hat évvel később a szintén brémai FC Oberneuland-hoz szerződött, ahol is 2007 őszén - 17 évesen - bemutatkozhatott a német negyedosztályban. 2008 nyarán a szebb napokat is látott nagy múltú Eintracht Braunschweig igazolta le.

### Eintracht Braunschweig
A 18 éves Karim az alsó-szászországi egyesület U19-es csapatához került, akikkel az A-Junioren Bundesligában szerepelt. Remek teljesítménye hamar utat nyitott neki az ötödosztályban játszó második számú (U23-as) csapathoz. Fél évvel később, 2009 tavaszán bemutatkozhatott a harmadosztályban tengődő első számú csapatnál. A 2009-10-es idényben csupán csak kétszer jutott szóhoz a felnőttek között, ám második számú csapattal megnyerték saját csoportjukat és feljutottak a negyedosztályba.

A következő szezont már a felnőttcsapat alapembereként kezdte. Első 3. Liga-gólját augusztusban, a Wehen Wiesbaden ellen szerezte. Ezt az idény során még 7 gól és 15 gólpassz követte, mellyel a hatodik lett a 3. Liga kanadai táblázatán. Nem mellesleg a Braunschweig a harmadosztály bajnokaként zárta a szezont.

### Bayer Leverkusen

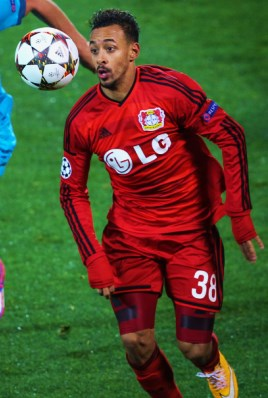
Bellarabi (2014)

A még csak 21 éves, villámgyors és kreatív szélsőt a Bundesliga egyik élcsapata, a Bayer Leverkusen szerződtette le 2011 nyarán. Új csapatában az idény 6. fordulójában debütált egy Köln elleni vereség során. A Robin Dutt irányította csapatban azonban rendkívül ritkán jutott szerephez, legtöbbször a padon ülte végig a mérkőzéseket. A Bajnokok ligájában 2012 februárjában mutatkozott be, nem kisebb ellenfél, mint a Barcelona ellen. A katalánok elleni nyolcaddöntő visszavágóján gólt is szerzett - igaz, a Leverkusen így 7:1 arányban kapott ki. 2012 márciusában a Bayern München ellen megszerezte első Bundesliga-gólját. A 2012-13-as idényt remekül kezdte, a Hyypiä-Lewandowski edzőpáros rendre játéklehetőséget biztosított neki, ám novemberben olyan súlyos lábsérülést szenvedett, hogy ki kellett hagynia a szezon hátralevő részét.

#### Eintracht Braunschweig
2013 nyarán a Leverkusen kölcsönadta a nemrég felgyógyult Bellarabit korábbi klubjának, a hatalmas meglepetésre a Bundesligába feljutó Braunschweignek. Régi-új csapatában rendre a kezdő 11-ben kapott helyet, a Wolfsburg és Schalke ellen gólt is szerzett. Gyors, kreatív játékával felfelé lógott ki az idény végén kieső együttesből.

#### Bayer Leverkusen
2014 nyarán visszatért a Leverkusenhez, ahol a gyors, lendületes támadásokat kedvelő új edző, Roger Schmidt bizalmat szavazott neki. Augusztus 19-én, a København elleni BL-selejtezőn rögtön gólt is szerzett, majd 4 nap múlva, a bajnokság nyitófordulójában meglőtte a Bundesliga történetének (aktuálisan) leggyorsabb gólját. 9 másodperc után talált be a Borussia Dortmund kapujába. Az első két fordulóban gólt és gólpasszt jegyzett, dinamikus, robbanékony és technikás játékával kibérelte magának jobbszélső pozícióját a kezdőcsapatban. Novemberben duplázni tudott a nagy rivális Köln ellen. A Bayerrel a német kupa negyeddöntőjéig, és a Bajnokok ligája nyolcaddöntőjéig jutott, ezalatt több gólpasszt jegyzett. A Bundesliga idényt végül 12 találattal zárta, mellyel a csapat házi gólkirálya lett, emellett 9 asszisztot is kiosztott. A rangos Kicker sportújság osztályzata alapján Bellarabi lett az idény 4. legjobb játékosa, és Arjen Robben után a 2. legjobb támadója. A 2015-16-os idényt gyengébben kezdte, a megoldásai kevésbé jöttek össze, illetve eleinte nehezen találta az összhangot az újonc sztárcsatár Chicharitoval. Az Európa-ligában a legjobb 32 között viszont szinte egymaga nyerte meg a Sporting elleni párharcot, amikor a két mérkőzésen 3 gólt is szerzett. Tavasszal lendült bele igazán a játékba, március közepe és a szezon vége között 8 mérkőzésen 3 gólt szerzett és 8 gólpasszt adott.

## Válogatottság
Bellarabi több meccset játszott a német U20-as és U21-es válogatottban. Származása révén a marokkói labdarúgó szövetség élénken érdeklődött iránta. A 2014/15-ös idény elején mutatott remek játékának köszönhetően 2014 októberében a német válogatott kapitánya, Joachim Löw behívta őt a Lengyelország és Írország elleni Eb-selejtező mérkőzésekre. A válogatottban 2014. október 11-én, Lengyelország ellen debütált és meglepetésre rögtön a kezdőcsapatban kapott helyet. Első találatát 2015 júniusában, Gibraltár ellen szerezte. Tagja volt a 2016-os Európa-bajnokságra készülő német válogatottnak, de a végső keretszűkítés után kiesett az utazó keretből.

### Válogatott góljai
| #  | Időpont          | Helyszín                          | Ellenfél  | Gólok | Eredmény | Kiírás               |
| -- | ---------------- | --------------------------------- | --------- | ----- | -------- | -------------------- |
| 1. | 2015. június 13. | Algarve Stadion, Faro, Portugália | Gibraltár | 0-4   | 0-7      | 2016-os Eb-selejtező |

## Díjak

### Csapat
- Oberliga Niedersachsen-Ost bajnoki cím (Eintracht Braunschweig II, 2009-10)
- 3. Liga bajnoki cím (Eintracht Braunschweig, 2010-11)